# ヴァージン・メガストアーズ
ヴァージン･メガストアーズ（Virgin Megastores）は、イギリスのヴァージン･グループによって創業された大型CDショップである。

## 概説
もともとは通信販売専門レーベルであったヴァージン･レコードが、郵便局員のストライキによる影響で営業できなくなり、リチャード・ブランソンがロンドンに設立したレコード店であった。その後、2001年にフランスのコングロマリット、ラガルデールが買収。
ヨーロッパから北米・日本・オーストラリアなどへ世界展開が図られたが、インターネット通販やダウンロード販売など電子商取引の拡大に押され業績が悪化。2007年に本国イギリスの店舗網がMBOにより“zavvi（ザヴィ）”として独立し現在はネット販売へ移行。さらにアメリカをはじめとした多くの国で閉鎖やリ・ブランドによって姿を消し、現在の展開はヨーロッパや中近東の一部の国に限られている。
ヴァージン･メガストア社はその後、フランスの投資ファンド、バトラー･キャピタル（英語版）が主要株主となっていたが、2013年1月9日、パリ商業裁判所に会社更生法適用を申請した。

## 日本での展開
日本法人は、株式会社ヴァージン･メガストアーズ･ジャパン。ヴァージングループと丸井の合弁会社（折半出資）として設立されたが、その後カルチュア･コンビニエンス･クラブの子会社となった。
日本では、1990年に東京都新宿区のマルイシティ新宿地下1階（現在の新宿マルイ本館）に1号店をオープン、日本初の外資系大型CD店として注目を集めた。前述の通り、当初は丸井の関連会社として設立された経緯から、丸井の店内に多くの店舗が存在した。規模の小さい店舗ではヴァージン･ディスクステーションやVOX DISC STATIONなどの名称も使われたが、ディスクステーションの名称は後述の丸井による完全子会社化以降は用いられなくなっていた。
amazonと提携した通信販売も行っていたが、こちらはカルチュア･コンビニエンス･クラブ傘下に入る前にサービスを終了している（沿革も参照）。
2009年に全店を閉鎖、一部を除いてTSUTAYAに転換され、日本における19年の歴史を閉じた。法人としての株式会社ヴァージン･メガストアーズ･ジャパンも、1月1日に直接の親会社である株式会社TSUTAYA STORESホールディングスに吸収合併され、解散している。

### 沿革
- 1990年6月29日：ヴァージングループと株式会社丸井が折半出資をし、合弁会社の株式会社ヴァージン･メガストアーズ･ジャパンを設立。
- 1990年9月22日：東京・新宿に1号店にして旗艦店となる新宿店を開業。
- 2001年4月21日：新宿店をマルイシティ新宿地下1階から京王新宿追分ビルに移転し、リニューアルオープン[5][6]。
- 2002年9月：アマゾンジャパンと提携し、プラットフォームを用いた通信販売サービスを開始[7]。
- 2003年4月：株式会社丸井が完全子会社化。
- 2004年1月12日：新宿店を閉鎖。
- 2004年9月18日：通信販売サービスを終了。
- 2005年3月31日：株式会社丸井が、全株式を株式会社カルチュア･コンビニエンス･クラブ傘下の株式会社TSUTAYA STORESホールディングスに売却し、株式会社カルチュア･コンビニエンス･クラブの子会社となる[8]。
- 2009年1月1日：株式会社ヴァージン･メガストアーズ･ジャパンが株式会社TSUTAYA STORESホールディングスに吸収合併され解散。
- 2009年：全店を閉鎖。一部を除きTSUTAYAに転換完了。

### 過去に存在した店舗
★印の付いているものは、ヴァージン･ディスクステーションとされていた店舗。
- 北海道
  - 札幌店（南1西3ラ･ガレリアB1階・B2階。 2005年3月13日閉店）
- 宮城県
  - 仙台店（エスパル本館1階。 2005年9月30日閉店）
- 岩手県
  - 盛岡店（パルクアベニュー･カワトク6階。2009年1月19日、TSUTAYAに転換）
- 福島県
  - 郡山店（丸井郡山店8階。2001年閉店）★
- 茨城県
  - 水戸店（丸井水戸店9階、2009年1月25日閉店。4月29日、文教堂書店に転換[9]）★
- 栃木県
  - 宇都宮店（東武宇都宮百貨店プラザ館5階。TSUTAYAに転換）★
- 埼玉県
  - 所沢店（丸井所沢店B館5階。2007年1月31日閉店）
  - 志木店（マルイファミリー志木7階。TSUTAYAに転換後、2016年3月27日閉店）★
  - 川越店（丸井川越店6階。2006年8月13日閉店）
  - 川口店（書泉ブックドーム5階。2005年閉店。丸井インテリア館から書泉ブックドームに改装後もしばらく存続していた）★
  - 草加店（丸井草加店7階。TSUTAYAに転換）★
- 千葉県
  - 柏店（柏VAT3階。2004年8月22日閉店）★
- 東京都
  - 新宿店（京王新宿追分ビルB1階 - 3階。2004年1月12日閉店。その後、インザルーム新宿本店、FOREVER 21新宿店になった）
  - 上野店（マルイシティ上野B1階。2008年11月17日、TSUTAYAに転換）
  - 北千住店（北千住マルイ8階。TSUTAYAに転換後、2016年6月26日閉店）
  - 池袋店（マルイシティ池袋8階。2009年1月閉店）
  - グランデュオ蒲田店（グランデュオ蒲田西館M2階、TSUTAYAに転換。2007年7月31日、入居していた蒲田駅ビル・サンカマタの全面改装に伴い、旧蒲田店を閉店。グランデュオとしてリニューアルしたのに伴い営業再開）
  - 八王子店（丸井八王子店A館B1階。 2004年1月12日閉店）★
  - 町田店（マルイビィ8階。2006年3月23日閉店）
  - 吉祥寺店（丸井吉祥寺店8階。2001年閉店）
  - 渋谷店（マルイシティ渋谷店8階（現在：渋谷モディ）。1993年閉店）★
- 神奈川県
  - 川崎店（丸井川崎店9階。 2008年2月11日閉店）
  - 横浜店（丸井横浜店イセザキ館2階・3階。1999年1月26日閉店）
  - 溝口店（マルイファミリー溝口9階。TSUTAYAに転換後、2017年1月29日閉店）★
  - 厚木店（小田急本厚木ミロード2階・5階。TSUTAYAに転換）★
- 新潟県
  - 新潟店（万代シテイLoveLa万代4階。2009年1月20日TSUTAYAに転換後、2010年5月9日閉店）
- 静岡県
  - 静岡店（丸井静岡店B館8階。2009年2月11日、新星堂に転換）★
- 愛知県
  - 名古屋みなと店（ベイシティ3階。2009年1月21日閉店。新星堂に転換）
- 京都府
  - 京都店（河原町通BAL B1階・B2階。2002年7月28日閉店）
- 大阪府
  - 梅田店（HEP FIVE5階。2008年6月30日閉店）
  - 心斎橋店（心斎橋パルコB1階。2005年9月25日閉店）
- 兵庫県
  - 神戸店 (三宮トアロードBAL B1階・B2階。2004年6月27日閉店)
- 岡山県
  - 岡山店 (クレド岡山4階。2005年1月28日閉店。紀伊国屋書店フォレストに転換）
- 広島県
  - 広島店 (基町クレドパセーラ6階。2004年6月27日閉店）
- 愛媛県
  - 松山店（いよてつ高島屋7階。TSUTAYAに転換）
- 福岡県
  - 福岡店 (岩田屋Z-SIDE5階。2004年1月12日閉店）